# Оскар (кинопремия, 2015)
87-я церемония вручения премии «Оскар» за успехи в области кинематографа за 2014 год состоялась 22 февраля 2015 года в Лос-Анджелесе. Номинанты были объявлены 15 января 2015 года. Ведущим церемонии впервые выступил актёр Нил Патрик Харрис.

## Список событий
| Дата                         | Событие                                                                                      |
| ---------------------------- | -------------------------------------------------------------------------------------------- |
| Суббота, 8 ноября 2014       | Церемония вручения специальных наград                                                        |
| Четверг, 8 января 2015       | Голосование номинаций закрывается в 5:00 вечера PST (01:00, 9 января, UTC) (8:00 вечера EST) |
| Четверг, 15 января 2015      | Объявление номинантов                                                                        |
| Понедельник, 2 февраля 2015  | Завтрак номинантов                                                                           |
| Суббота, 7 февраля 2015      | Церемония вручения наград за научно-технические достижения                                   |
| Воскресенье, 22 февраля 2015 | 87-я церемония вручения премии «Оскар»                                                       |

«Первый канал» российского телевидения, транслировавший в прямом эфире церемонию вручения премии начиная с 2003 года, как и в 2014 году, отказался от прямой трансляции, объяснив это решение тем, что «церемония идёт в неудобное для Москвы время и не очень интересует российскую аудиторию». В то же время, сокращенная в два раза телеверсия, которую канал традиционно демонстрирует телезрителям следующей ночью, осталась в эфире.

## Список лауреатов и номинантов
Количество наград/номинаций:
- 4/9: «Бёрдмэн» / «Отель „Гранд Будапешт“»;
- 1/8: «Игра в имитацию»;
- 1/6: «Снайпер» / «Отрочество»;
- 3/5: «Одержимость»;
- 1/5: «Интерстеллар» / «Теория всего»;
- 0/5: «Охотник на лис»;
- 0/4: «Уильям Тёрнер»;
- 0/3: «Чем дальше в лес…» / «Несломленный»;
- 1/2: «Ида» / «Сельма»;
- 0/2: «Стражи Галактики» / «Врождённый порок» / «Дикая»;
- 1/1: «Всё ещё Элис» / «Город героев» / «Citizenfour. Правда Сноудена» / «Телефон доверия для ветеранов» / «Телефонный звонок» / «Меню»;
- 0/1: «Исчезнувшая».

 • Победители выделены отдельным цветом. 

### Основные категории
| Категории                                                                              | Лауреаты и номинанты                                                                             | Лауреаты и номинанты                                                                                |
| -------------------------------------------------------------------------------------- | ------------------------------------------------------------------------------------------------ | --------------------------------------------------------------------------------------------------- |
| Лучший фильм (награды вручал Шон Пенн)                                                 | • «Бёрдмэн» (продюсеры: Алехандро Гонсалес Иньярриту, Джон Лешер и Джеймс В. Скотчдопоул)        | • «Бёрдмэн» (продюсеры: Алехандро Гонсалес Иньярриту, Джон Лешер и Джеймс В. Скотчдопоул)           |
| Лучший фильм (награды вручал Шон Пенн)                                                 | • «Снайпер» (продюсеры: Клинт Иствуд, Роберт Лоренц, Эндрю Лазар, Брэдли Купер и Питер Морган)   | |
| Лучший фильм (награды вручал Шон Пенн)                                                 | • «Отрочество» (продюсеры: Ричард Линклейтер и Кэтлин Сазерленд)                                 | |
| Лучший фильм (награды вручал Шон Пенн)                                                 | • «Отель „Гранд Будапешт“» (продюсеры: Уэс Андерсон, Скотт Рудин, Стивен Рейлс и Джереми Доусон) | |
| Лучший фильм (награды вручал Шон Пенн)                                                 | • «Игра в имитацию» (продюсеры: Нора Гроссман, Идо Островски и Тедди Шварцман)                   | |
| Лучший фильм (награды вручал Шон Пенн)                                                 | • «Сельма» (продюсеры: Кристиан Колсон, Опра Уинфри, Деде Гарднер и Джереми Клейнер)             | |
| Лучший фильм (награды вручал Шон Пенн)                                                 | • «Вселенная Стивена Хокинга» (продюсеры: Тим Беван, Эрик Феллнер, Лиза Брюс и Энтони Маккартен) | |
| Лучший фильм (награды вручал Шон Пенн)                                                 | • «Одержимость» (продюсеры: Джейсон Блум, Хелен Эстабрук и Дэвид Ланкастер)                      | |
| Лучшая режиссёрская работа (награду вручал Бен Аффлек)                                 |                                                                                                  | • Алехандро Гонсалес Иньярриту — «Бёрдмэн»                                                          |
| Лучшая режиссёрская работа (награду вручал Бен Аффлек)                                 | • Ричард Линклейтер — «Отрочество»                                                               | |
| Лучшая режиссёрская работа (награду вручал Бен Аффлек)                                 | • Беннетт Миллер — «Охотник на лис»                                                              | |
| Лучшая режиссёрская работа (награду вручал Бен Аффлек)                                 | • Уэс Андерсон — «Отель „Гранд Будапешт“»                                                        | |
| Лучшая режиссёрская работа (награду вручал Бен Аффлек)                                 | • Мортен Тильдум — «Игра в имитацию»                                                             | |
| Лучший актёр (награду вручала Кейт Бланшетт)                                           |                                                                                                  | • Эдди Редмэйн — «Вселенная Стивена Хокинга» (за роль Стивена Хокинга)                              |
| Лучший актёр (награду вручала Кейт Бланшетт)                                           | • Стив Карелл — «Охотник на лис» (за роль Джона Дюпона)                                          | |
| Лучший актёр (награду вручала Кейт Бланшетт)                                           | • Брэдли Купер — «Снайпер» (за роль Криса Кайла)                                                 | |
| Лучший актёр (награду вручала Кейт Бланшетт)                                           | • Бенедикт Камбербэтч — «Игра в имитацию» (за роль Алана Тьюринга)                               | |
| Лучший актёр (награду вручала Кейт Бланшетт)                                           | • Майкл Китон — «Бёрдмэн» (за роль Риггана Томсона)                                              | |
| Лучшая актриса (награду вручал Мэттью Макконахи)                                       |                                                                                                  | • Джулианна Мур — «Всё ещё Элис» (за роль Элис Хоуланд)                                             |
| Лучшая актриса (награду вручал Мэттью Макконахи)                                       | • Марион Котийяр — «Два дня, одна ночь» (за роль Сандры)                                         | |
| Лучшая актриса (награду вручал Мэттью Макконахи)                                       | • Фелисити Джонс — «Вселенная Стивена Хокинга» (за роль Джейн Хокинг)                            | |
| Лучшая актриса (награду вручал Мэттью Макконахи)                                       | • Розамунд Пайк — «Исчезнувшая» (за роль Эми Эллиотт-Данн)                                       | |
| Лучшая актриса (награду вручал Мэттью Макконахи)                                       | • Риз Уизерспун — «Дикая» (за роль Шерил Стрэйд)                                                 | |
| Лучший актёр второго плана (награду вручала Лупита Нионго)                             |                                                                                                  | • Джей Кей Симмонс — «Одержимость» (за роль Теренса Флетчера)                                       |
| Лучший актёр второго плана (награду вручала Лупита Нионго)                             | • Роберт Дюваль — «Судья» (за роль судьи Джозефа Палмера)                                        | |
| Лучший актёр второго плана (награду вручала Лупита Нионго)                             | • Итан Хоук — «Отрочество» (за роль Мейсона Эванса-старшего)                                     | |
| Лучший актёр второго плана (награду вручала Лупита Нионго)                             | • Эдвард Нортон — «Бёрдмэн» (за роль Майка Шинера)                                               | |
| Лучший актёр второго плана (награду вручала Лупита Нионго)                             | • Марк Руффало — «Охотник на лис» (за роль Дейва Шульца)                                         | |
| Лучшая актриса второго плана (награду вручал Джаред Лето)                              |                                                                                                  | • Патрисия Аркетт — «Отрочество» (за роль Оливии Эванс)                                             |
| Лучшая актриса второго плана (награду вручал Джаред Лето)                              | • Лора Дерн — «Дикая» (за роль Барбары «Бобби» Грэй)                                             | |
| Лучшая актриса второго плана (награду вручал Джаред Лето)                              | • Кира Найтли — «Игра в имитацию» (за роль Джоан Кларк)                                          | |
| Лучшая актриса второго плана (награду вручал Джаред Лето)                              | • Эмма Стоун — «Бёрдмэн» (за роль Сэм)                                                           | |
| Лучшая актриса второго плана (награду вручал Джаред Лето)                              | • Мерил Стрип — «Чем дальше в лес…» (за роль ведьмы)                                             | |
| Лучший оригинальный сценарий (награды вручал Эдди Мерфи)                               |                                                                                                  | • Алехандро Гонсалес Иньярриту, Николас Джакобоне, Александр Динеларис-мл. и Армандо Бо — «Бёрдмэн» |
| Лучший оригинальный сценарий (награды вручал Эдди Мерфи)                               | • Ричард Линклейтер — «Отрочество»                                                               | |
| Лучший оригинальный сценарий (награды вручал Эдди Мерфи)                               | • Э. Макс Фрай и Дэн Футтерман — «Охотник на лис»                                                | |
| Лучший оригинальный сценарий (награды вручал Эдди Мерфи)                               | • Уэс Андерсон и Хьюго Гиннесс — «Отель „Гранд Будапешт“»                                        | |
| Лучший оригинальный сценарий (награды вручал Эдди Мерфи)                               | • Дэн Гилрой — «Стрингер»                                                                        | |
| Лучший адаптированный сценарий (награду вручала Опра Уинфри)                           |                                                                                                  | • Грэм Мур — «Игра в имитацию»                                                                      |
| Лучший адаптированный сценарий (награду вручала Опра Уинфри)                           | • Джейсон Холл — «Снайпер»                                                                       | |
| Лучший адаптированный сценарий (награду вручала Опра Уинфри)                           | • Пол Томас Андерсон — «Врождённый порок»                                                        | |
| Лучший адаптированный сценарий (награду вручала Опра Уинфри)                           | • Энтони Маккартен — «Вселенная Стивена Хокинга»                                                 | |
| Лучший адаптированный сценарий (награду вручала Опра Уинфри)                           | • Дэмьен Шазелл — «Одержимость»                                                                  | |
| Лучший анимационный полнометражный фильм (награды вручали Зои Салдана и Дуэйн Джонсон) | • «Город героев» (Дон Холл, Крис Уильямс и Рой Конли)                                            | • «Город героев» (Дон Холл, Крис Уильямс и Рой Конли)                                               |
| Лучший анимационный полнометражный фильм (награды вручали Зои Салдана и Дуэйн Джонсон) | • «Семейка монстров» (Энтони Стакки, Грэм Эннэбл и Трэвис Найт)                                  | |
| Лучший анимационный полнометражный фильм (награды вручали Зои Салдана и Дуэйн Джонсон) | • «Как приручить дракона-2» (Дин Деблуа и Бонни Арнольд)                                         | |
| Лучший анимационный полнометражный фильм (награды вручали Зои Салдана и Дуэйн Джонсон) | • «Песнь моря» (Томм Мур и Пол Янг)                                                              | |
| Лучший анимационный полнометражный фильм (награды вручали Зои Салдана и Дуэйн Джонсон) | • «Сказание о принцессе Кагуя» (Исао Такахата и Ёсиаки Нисимура)                                 | |
| Лучший фильм на иностранном языке (награду вручали Николь Кидман и Чиветел Эджиофор)   | • «Ида» / Ida (Польша) реж. Павел Павликовский                                                   | • «Ида» / Ida (Польша) реж. Павел Павликовский                                                      |
| Лучший фильм на иностранном языке (награду вручали Николь Кидман и Чиветел Эджиофор)   | • «Левиафан» (Россия), реж. Андрей Звягинцев                                                     | |
| Лучший фильм на иностранном языке (награду вручали Николь Кидман и Чиветел Эджиофор)   | • «Мандарины» / Mandariinid (Эстония), реж. Заза Урушадзе                                        | |
| Лучший фильм на иностранном языке (награду вручали Николь Кидман и Чиветел Эджиофор)   | • «Тимбукту» / Timbuktu / Le Chagrin des oiseaux (Мавритания), реж. Абдеррахман Сиссако          | |
| Лучший фильм на иностранном языке (награду вручали Николь Кидман и Чиветел Эджиофор)   | • «Дикие истории» / Relatos salvajes (Аргентина), реж. Дамиан Шифрон                             | |

### Другие категории
| Категории                                                                                        | Лауреаты и номинанты                                                                                              | Лауреаты и номинанты                                                                                     |
| ------------------------------------------------------------------------------------------------ | --- | --- |
| Лучшая музыка к фильму (награду вручала Джули Эндрюс)                                            | | • Александр Деспла — «Отель „Гранд Будапешт“»                                                            |
| Лучшая музыка к фильму (награду вручала Джули Эндрюс)                                            | • Александр Деспла — «Игра в имитацию»                                                                            | |
| Лучшая музыка к фильму (награду вручала Джули Эндрюс)                                            | • Ханс Циммер — «Интерстеллар»                                                                                    | |
| Лучшая музыка к фильму (награду вручала Джули Эндрюс)                                            | • Гари Ершон — «Уильям Тёрнер»                                                                                    | |
| Лучшая музыка к фильму (награду вручала Джули Эндрюс)                                            | • Йохан Йоханнссон — «Теория всего»                                                                               | |
| Лучшая песня к фильму (награды вручали Идина Мензел и Джон Траволта)                             | • Glory — «Сельма» — музыка и слова: Джон Ледженд и Common                                                        | • Glory — «Сельма» — музыка и слова: Джон Ледженд и Common                                               |
| Лучшая песня к фильму (награды вручали Идина Мензел и Джон Траволта)                             | • Everything Is Awesome — «Лего. Фильм» — музыка и слова: Шон Паттерсон                                           | |
| Лучшая песня к фильму (награды вручали Идина Мензел и Джон Траволта)                             | • Grateful — «За кулисами» — музыка и слова: Дайан Уоррен                                                         | |
| Лучшая песня к фильму (награды вручали Идина Мензел и Джон Траволта)                             | • I’m Not Gonna Miss You — «Глен Кэмпбелл: Я буду собой» (док.) — музыка и слова: Глен Кэмпбелл и Джулиан Рэймонд | |
| Лучшая песня к фильму (награды вручали Идина Мензел и Джон Траволта)                             | • Lost Stars — «Хоть раз в жизни» — музыка и слова: Грегг Александр и Даниэль Брисбуа                             | |
| Лучший монтаж (награду вручали Наоми Уоттс и Бенедикт Камбербэтч)                                | • Том Кросс — «Одержимость»                                                                                       | • Том Кросс — «Одержимость»                                                                              |
| Лучший монтаж (награду вручали Наоми Уоттс и Бенедикт Камбербэтч)                                | • Джоэль Кокс и Гари Роач — «Снайпер»                                                                             | |
| Лучший монтаж (награду вручали Наоми Уоттс и Бенедикт Камбербэтч)                                | • Сандра Адер — «Отрочество»                                                                                      | |
| Лучший монтаж (награду вручали Наоми Уоттс и Бенедикт Камбербэтч)                                | • Барни Пиллинг — «Отель „Гранд Будапешт“»                                                                        | |
| Лучший монтаж (награду вручали Наоми Уоттс и Бенедикт Камбербэтч)                                | • Уильям Голденберг — «Игра в имитацию»                                                                           | |
| Лучшая операторская работа (награду вручали Идрис Эльба и Джессика Честейн)                      | • Эммануэль Любецки — «Бёрдмэн»                                                                                   | • Эммануэль Любецки — «Бёрдмэн»                                                                          |
| Лучшая операторская работа (награду вручали Идрис Эльба и Джессика Честейн)                      | • Роберт Д. Йоумен — «Отель „Гранд Будапешт“»                                                                     | |
| Лучшая операторская работа (награду вручали Идрис Эльба и Джессика Честейн)                      | • Лукаш Зал и Рышард Ленчевский — «Ида»                                                                           | |
| Лучшая операторская работа (награду вручали Идрис Эльба и Джессика Честейн)                      | • Дик Поуп — «Уильям Тёрнер»                                                                                      | |
| Лучшая операторская работа (награду вручали Идрис Эльба и Джессика Честейн)                      | • Роджер Дикинс — «Несломленный»                                                                                  | |
| Лучшая работа художника (награды вручали Крис Прэтт и Фелисити Джонс)                            | • Адам Штокхаузен (постановщик), Анна Пиннок (декоратор) — «Отель „Гранд Будапешт“»                               | • Адам Штокхаузен (постановщик), Анна Пиннок (декоратор) — «Отель „Гранд Будапешт“»                      |
| Лучшая работа художника (награды вручали Крис Прэтт и Фелисити Джонс)                            | • Мария Дьюкович (постановщик), Татьяна Макдональд (декоратор) — «Игра в имитацию»                                | |
| Лучшая работа художника (награды вручали Крис Прэтт и Фелисити Джонс)                            | • Натан Кроули (постановщик), Гэри Феттис (декоратор) — «Интерстеллар»                                            | |
| Лучшая работа художника (награды вручали Крис Прэтт и Фелисити Джонс)                            | • Деннис Гасснер (постановщик), Анна Пиннок (декоратор) — «Чем дальше в лес…»                                     | |
| Лучшая работа художника (награды вручали Крис Прэтт и Фелисити Джонс)                            | • Сьюзи Дэвис (постановщик), Шарлотта Уоттс (декоратор) — «Уильям Тёрнер»                                         | |
| Лучший дизайн костюмов (награду вручали Дженнифер Лопес и Крис Пайн)                             | | • Милена Канонеро — «Отель „Гранд Будапешт“»                                                             |
| Лучший дизайн костюмов (награду вручали Дженнифер Лопес и Крис Пайн)                             | • Марк Бриджес — «Врождённый порок»                                                                               | |
| Лучший дизайн костюмов (награду вручали Дженнифер Лопес и Крис Пайн)                             | • Коллин Этвуд — «Чем дальше в лес…»                                                                              | |
| Лучший дизайн костюмов (награду вручали Дженнифер Лопес и Крис Пайн)                             | • Анна Б. Шеппард — «Малефисента»                                                                                 | |
| Лучший дизайн костюмов (награду вручали Дженнифер Лопес и Крис Пайн)                             | • Жаклин Дюрран — «Уильям Тёрнер»                                                                                 | |
| Лучший звук (награды вручали Сиенна Миллер и Крис Эванс)                                         | • Крейг Манн, Бен Уилкинс и Томас Керли — «Одержимость»                                                           | • Крейг Манн, Бен Уилкинс и Томас Керли — «Одержимость»                                                  |
| Лучший звук (награды вручали Сиенна Миллер и Крис Эванс)                                         | • Джон Рейтц, Грегг Рудлофф и Уолт Мартин (посмертно) — «Снайпер»                                                 | |
| Лучший звук (награды вручали Сиенна Миллер и Крис Эванс)                                         | • Джон Тейлор, Фрэнк А. Монтаньо и Томас Варга — «Бёрдмэн»                                                        | |
| Лучший звук (награды вручали Сиенна Миллер и Крис Эванс)                                         | • Гэри А. Риццо, Грегг Ландакер и Марк Вайнгартен — «Интерстеллар»                                                | |
| Лучший звук (награды вручали Сиенна Миллер и Крис Эванс)                                         | • Джон Тейлор, Фрэнк А. Монтаньо и Дэвид Ли — «Несломленный»                                                      | |
| Лучший звуковой монтаж (награды вручали Сиенна Миллер и Крис Эванс)                              | • Алан Роберт Мюррей и Баб Асман — «Снайпер»                                                                      | • Алан Роберт Мюррей и Баб Асман — «Снайпер»                                                             |
| Лучший звуковой монтаж (награды вручали Сиенна Миллер и Крис Эванс)                              | • Мартин Эрнандес и Аарон Гласкок — «Бёрдмэн»                                                                     | |
| Лучший звуковой монтаж (награды вручали Сиенна Миллер и Крис Эванс)                              | • Брент Бёрдж и Джейсон Кановас — «Хоббит: Битва пяти воинств»                                                    | |
| Лучший звуковой монтаж (награды вручали Сиенна Миллер и Крис Эванс)                              | • Ричард Кинг — «Интерстеллар»                                                                                    | |
| Лучший звуковой монтаж (награды вручали Сиенна Миллер и Крис Эванс)                              | • Бекки Салливан и Эндрю Декристофаро — «Несломленный»                                                            | |
| Лучшие визуальные эффекты (награды вручали Энсел Эльгорт и Хлоя Грейс Морец)                     | • Пол Франклин, Эндрю Локли, Иэн Хантер и Скотт Фишер — «Интерстеллар»                                            | • Пол Франклин, Эндрю Локли, Иэн Хантер и Скотт Фишер — «Интерстеллар»                                   |
| Лучшие визуальные эффекты (награды вручали Энсел Эльгорт и Хлоя Грейс Морец)                     | • Дэн Делийю, Рассел Эрл, Брайан Грилл и Дэн Судик — «Первый мститель: Другая война»                              | |
| Лучшие визуальные эффекты (награды вручали Энсел Эльгорт и Хлоя Грейс Морец)                     | • Джо Леттери, Дэн Леммон, Дэниел Барретт и Эрик Уинкист — «Планета обезьян: Революция»                           | |
| Лучшие визуальные эффекты (награды вручали Энсел Эльгорт и Хлоя Грейс Морец)                     | • Стефан Серетти, Николя Айтади, Джонатан Фокнер и Пол Корбоулд — «Стражи Галактики»                              | |
| Лучшие визуальные эффекты (награды вручали Энсел Эльгорт и Хлоя Грейс Морец)                     | • Ричард Стаммерс, Лу Пекора, Тим Кросби и Кэмерон Уолдбауэр — «Люди Икс: Дни минувшего будущего»                 | |
| Лучший грим и причёски (награды вручала Риз Уизерспун)                                           | • Фрэнсис Хэннон и Марк Кулир — «Отель „Гранд Будапешт“»                                                          | • Фрэнсис Хэннон и Марк Кулир — «Отель „Гранд Будапешт“»                                                 |
| Лучший грим и причёски (награды вручала Риз Уизерспун)                                           | • Билл Корсо и Деннис Лиддьярд — «Охотник на лис»                                                                 | |
| Лучший грим и причёски (награды вручала Риз Уизерспун)                                           | • Элизабет Янни-Джорджиу и Дэвид Уайт — «Стражи Галактики»                                                        | |
| Лучший документальный полнометражный фильм (награды вручали Дженнифер Энистон и Дэвид Ойелоуо)   | • «Citizenfour. Правда Сноудена» / Citizenfour (Лора Пойтрас, Матильда Бонфуа и Дирк Вилуцки)                     | • «Citizenfour. Правда Сноудена» / Citizenfour (Лора Пойтрас, Матильда Бонфуа и Дирк Вилуцки)            |
| Лучший документальный полнометражный фильм (награды вручали Дженнифер Энистон и Дэвид Ойелоуо)   | • «В поисках Вивиан Майер» / Finding Vivian Maier (Джон Малуф и Чарли Сискел)                                     | |
| Лучший документальный полнометражный фильм (награды вручали Дженнифер Энистон и Дэвид Ойелоуо)   | • «Последние дни во Вьетнаме» / Last Days in Vietnam (Рори Кеннеди и Кевин Макалестер)                            | |
| Лучший документальный полнометражный фильм (награды вручали Дженнифер Энистон и Дэвид Ойелоуо)   | • «Соль Земли» / The Salt of the Earth (Вим Вендерс, Джулиано Рибейро Сальгадо и Дэвид Розье)                     | |
| Лучший документальный полнометражный фильм (награды вручали Дженнифер Энистон и Дэвид Ойелоуо)   | • «Вирунга» / Virunga (Орландо фон Эйнсидель и Джоанна Натасегара)                                                | |
| Лучший документальный короткометражный фильм (награды вручали Керри Вашингтон и Джейсон Бейтман) | • «Телефон доверия для ветеранов» / Crisis Hotline: Veterans Press 1 (Эллен Гузенберг Кент и Дана Перри)          | • «Телефон доверия для ветеранов» / Crisis Hotline: Veterans Press 1 (Эллен Гузенберг Кент и Дана Перри) |
| Лучший документальный короткометражный фильм (награды вручали Керри Вашингтон и Джейсон Бейтман) | • «Иоанна» / Joanna (Анета Копач)                                                                                 | |
| Лучший документальный короткометражный фильм (награды вручали Керри Вашингтон и Джейсон Бейтман) | • «Наше проклятие» / Nasza klątwa (Томаш Сливиньский и Мацей Шлесицкий)                                           | |
| Лучший документальный короткометражный фильм (награды вручали Керри Вашингтон и Джейсон Бейтман) | • «Жнец» / La parka (Габриель Серра Аргуэльо)                                                                     | |
| Лучший документальный короткометражный фильм (награды вручали Керри Вашингтон и Джейсон Бейтман) | • «Белая земля» / White Earth (Дж. Кристиан Дженсен)                                                              | |
| Лучший игровой короткометражный фильм (награды вручали Керри Вашингтон и Джейсон Бейтман)        | • «Телефонный звонок» / The Phone Call (Мат Кирби и Джеймс Лукас)                                                 | • «Телефонный звонок» / The Phone Call (Мат Кирби и Джеймс Лукас)                                        |
| Лучший игровой короткометражный фильм (награды вручали Керри Вашингтон и Джейсон Бейтман)        | • «Ая» / Aya (Одед Биннум и Михаль Брезис)                                                                        | |
| Лучший игровой короткометражный фильм (награды вручали Керри Вашингтон и Джейсон Бейтман)        | • «Бугалу и Грэм» / Boogaloo and Graham (Майкл Леннокс и Ронан Блэйни)                                            | |
| Лучший игровой короткометражный фильм (награды вручали Керри Вашингтон и Джейсон Бейтман)        | • «Масляная лампа» / La lampe au beurre de yak (Вэй Ху и Жюльен Фере)                                             | |
| Лучший игровой короткометражный фильм (награды вручали Керри Вашингтон и Джейсон Бейтман)        | • «Парванех» / Parvaneh (Талкон Хамцави и Стефан Эйхенбергер)                                                     | |
| Лучший анимационный короткометражный фильм (награды вручали Кевин Харт и Анна Кендрик)           | • «Меню» / Feast (Патрик Осборн и Кристина Рид)                                                                   | • «Меню» / Feast (Патрик Осборн и Кристина Рид)                                                          |
| Лучший анимационный короткометражный фильм (награды вручали Кевин Харт и Анна Кендрик)           | • «Общая картина» / The Bigger Picture (Дейзи Джейкобс и Кристофер Хис)                                           | |
| Лучший анимационный короткометражный фильм (награды вручали Кевин Харт и Анна Кендрик)           | • «Хранитель плотины» / The Dam Keeper (Роберт Кондо и Дайс Цуцуми)                                               | |
| Лучший анимационный короткометражный фильм (награды вручали Кевин Харт и Анна Кендрик)           | • «Я и мой Мултон» / Me and My Moulton (Торилл Коув)                                                              | |
| Лучший анимационный короткометражный фильм (награды вручали Кевин Харт и Анна Кендрик)           | • «Единственная жизнь» / A Single Life (Йорис Опринс)                                                             | |

## Специальные награды
Вручение специальных наград состоялось 8 ноября 2014 года в Hollywood & Highland Center, на 6-й церемонии Governors Awards. Лауреаты были определены в результате голосования Совета управляющих киноакадемии 26 августа 2014 года.

### Почётный «Оскар»
- Жан-Клод Каррьер;
- Хаяо Миядзаки;
- Морин О’Хара.

### Награда имени Джина Хершолта
- Гарри Белафонте.

## Рекорды церемонии
- 19-я номинация в карьере Мерил Стрип и впервые за 12 лет — в номинации «Лучшая женская роль второго плана»[5].
- Алехандро Гонсалес Иньярриту стал вторым подряд мексиканцем, победившим в номинации «Лучшая режиссура» после Альфонсо Куарона («Гравитация»)[6].
- Эммануэль Любецки стал одним из немногих персон в истории «Оскара», получившим награду два года подряд — за операторские работы в фильмах «Гравитация» и «Бёрдмэн»[7].
- Лента «Ида» стала первой польской картиной, премированной в номинации «Лучший фильм на иностранном языке». До этого, начиная с 1964 года, от этой страны выдвигались 10 фильмов, но ни один из них не одержал победу[8].